# Сейловичский сельсовет
Сейловичский сельсовет — административно-территориальная единица на территории Несвижского района Минской области Республики Беларусь. Административный центр — агрогородок Сейловичи.

## История
28 июня 2013 года в состав Сейловичского сельсовета включены населённые пункты упразднённых Новосёлковского (Амлынцы, Кучиновщина, Новые Новосёлки, Петуховщина, Старые Новоселки, Стрихоровщина) и Юшевичского (Бузуны, Бучные, Затурья, Раковичи, Цегельня, Юшевичи) сельсоветов.

## Состав
Сейловичский сельсовет включает 15 населённых пунктов:
- Амлынцы — деревня.
- Андруши — деревня.
- Бузуны — деревня.
- Бучные — деревня.
- Затурья — деревня.
- Куноса — деревня.
- Кучиновщина — деревня.
- Новые Новосёлки — деревня.
- Петуховщина — деревня.
- Раковичи — деревня.
- Сейловичи — агрогородок.
- Старые Новоселки — агрогородок.
- Стрихоровщина — деревня.
- Цегельня — деревня.
- Юшевичи — агрогородок.